# Raróg (mitologia)

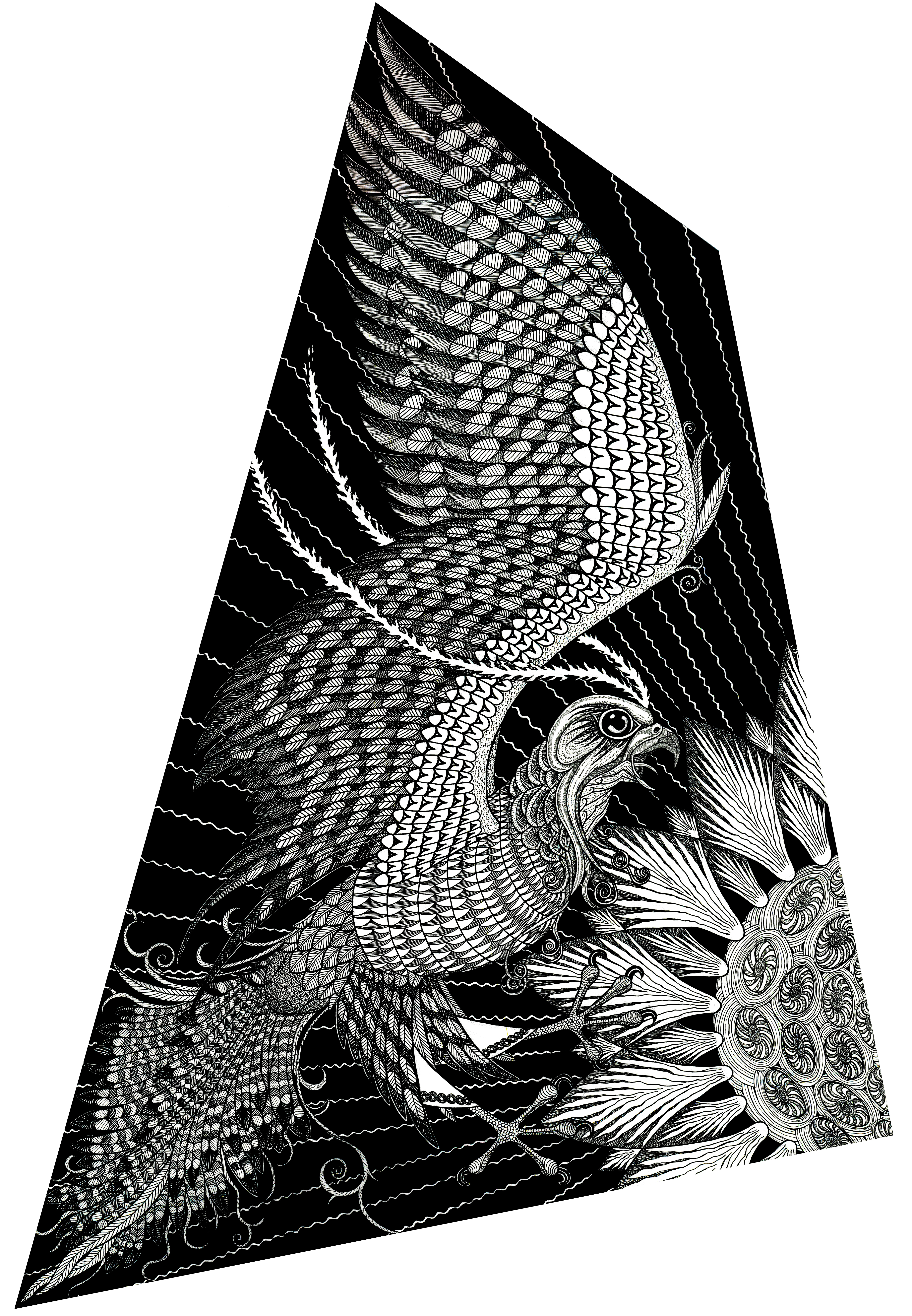
Raróg, Marek Hapon, 2012

Raróg, raraszek – w mitologii Słowian demoniczny duch ognia, objawiający się pod postacią drapieżnego ptaka (najczęściej sokoła), ognistego smoka lub ognistego wichru.
Wierzono, że raróg może wykluć się z jaja, które przez 9 dni będzie wysiadywał człowiek.
Najprawdopodobniej postać raroga była wcieleniem Swaroga, na co wskazuje podobieństwo teonimu oraz podobny motyw przedstawiania demiurga pod postacią ptaka, występujący m.in. w mitologii bałtyjskiej czy fińskiej.
W kulturze ludowej raróg przetrwał pod postacią malutkiego demona (potrafiącego zmieścić się w kieszeni), który przynosił ludziom szczęście. W rosyjskich baśniach raróg przybrał postać żar-ptaka.